# 神戸アニメストリート
神戸アニメストリート（こうべアニメストリート）とは兵庫県神戸市長田区の再開発ビル「アスタくにづか3番館」内に設けられた、オタク文化を発信する商店街。代表者は岸建介プロデューサー。
オープン当初の施設はプラモデルやフィギュアの展示が可能なレンタルショーケース、提案型リアルオタク部屋展示、コスプレ衣装のレンタル・販売店、ネット配信が可能なスタジオ、アニソンDJカフェ、痛車の施工店など。
2016年3月29日に同施設内にガイナックスの関西支部「GAINAX WEST」が設立され、同年4月29日にGAINAX SHOP KOBE（ガイナックスショップ神戸）をオープンした。同日よりグレンラガンのコラボカフェをアニソンDJカフェにて開催、同年5月28日にはグレンラガン展を展示ショップにて開催した。
2017年6月30日、業績不振・不払い問題等により閉館した。本事業には神戸市から6000万円を超える補助金が支出されており、その責任が問題視されている。

## 事業開始の経緯[6]
アスタくにづかは、神戸市長田区の震災復興事業による再開発地区であるが、昼間人口に乏しく、商業が停滞していた。2013年3月、地元商業者を中心に「くにづかリボーンプロジェクト」が立ち上げられ、2014年9月に空きエリアに対して企画提案を含めた事業者公募を行った。この公募において3番館2階エリアは「POP＆サブカルチャー」がテーマとして設定され、同年11月の選定委員会において、このエリアの事業を提案した㈱アップ・ツー・コーポレーションが提案事業者として選ばれ、事業委託契約が締結された。
ところが㈱アップ・ツー・コーポレーションは直接事業の運営は行わず、同社が独自に誘致した㈱神戸アニメストリートが運営主体となり、㈱神戸アニメストリートは2015年2月に神戸市所有床の賃貸会社である㈱くにづかと賃貸借契約を締結。神戸市は1年間の家賃管理費負担を行った。
神戸市の事業検証では、事業スキーム（区画整備費等負担及び家賃管理費）は妥当であったが、運営事業者の審査を行っていなかった点については改善の余地があったとしている。

## 不祥事

### 不払い問題
運営開始当初より創作工房や淡路島ゴーカートなど複数の会社に対する意図的と思われる不払い問題が起きているとされる。同イベントスペースに委託する会社の大半が比較的小規模なため不払い金額と訴訟金額が釣り合わないことと、代表者が大手アニメ会社の外部役員であるため関係業界からは訴訟に持ち込みにくいことで、2017年4月現在でも問題が公になっておらず解決していないという指摘がある。また従業員に対する給料未払いもあるとされ、こちらもトラブルが表沙汰になりやすいバイトにだけはちゃんと支払うなど、問題を公にしないための手口が巧妙との指摘がある。
2017年4月6日にblog上で告発された当初、神戸アニメストリート側は公式には回答せず連絡も取れない状態が続いていたが、2017年4月22日に公式サイト上にて「この度は、弊社の未払金によって様々なご迷惑をお掛けしていることについて、代表取締役社長である私、岸より皆様にご説明とお詫びを申し上げます。」と謝罪文が掲載され、未払い問題が事実であることが公表された。
取引先の一社によると運営会社は、売上の支払いを市の補助金が出るまで猶予してほしい、と言ったという。神戸市は同年4月12日に岸を召喚、適切に対応するよう伝え、また、岸は産経新聞社の取材に対し、資金繰りがオープン当初から苦しかった、責任を取って撤退することを検討している、と述べた。同年5月12日、同運営会社の取引のある企業5社と個人事業主1人の計6社が、金銭トラブルが同社との間にあるものとして「被害者の会」を結成した。不払い金額と訴訟金額が釣り合わないことに対しては、クラウドファンディングで対処する
2017年5月17日、神戸市長の久元喜造は定例会見で神戸アニメストリートを6月末で閉鎖する予定と発表した。久元は、工費が無駄になったことを反省すると述べるとともに、「補助金を交付したことを理由に介在をするということは、普通ならば想定をされない」と述べた。事業者選定コンペティションの応募期間が1週間だったことなどを根拠に、元市会議員の大石や神戸志民党代表の樫野は、コンペティションが「出来レース」だった可能性を主張している。

### ロゴマーク
神戸アニメストリートには目玉をモチーフとしたロゴマークが設定されていたが、これが村上隆の作品と類似しており誤認する恐れがあるということから村上隆側から2015年7月に使用中止の申し入れが入った。両者は2016年3月までで該当のロゴの使用を中止するということで合意し、神戸アニメストリートはロゴマークを新たなデザインに変更することになった。ただし、神戸アニメストリート側は元々この時点でロゴマークを更新する予定であったとしており、この協議のために新たにデザインしたわけではないとしている。なお、村上隆側はロゴマークだけでなく施設全体として村上隆の世界観と似ているとしており、その中で一番目立つロゴマークについて使用中止を申し入れた、同件についてはSNS上でロゴマークが村上隆の作品と似ていると話題になっていたため気づいたと回答している。
しかし当時、ネット上でそのような意見はほとんど見当たらず、逆にこの件が記事になった際には「全然似ていない」「ただの言いがかり」「お前が言うな」といった反論意見もネット上で散見された。

## 関連項目

若松公園に展示される実物大の鉄人28号